# Nepals flagga
Nepals flagga är den enda nationens flagga i världen som inte är en fyrhörning. Den antogs den 16 december 1962 och ersatte en tidigare variant med två skilda vimplar, där varje vimpel representerade en rivaliserande gren av ätten Rana som styrde Nepal fram till 1961. De två emblemen föreställer solen och månen, där månen i den övre delen står för kungahuset, och solen i den undre delen står för den del av Ranadynastin som innehade premiärministerposterna. Tidigare hade solen och månen människoansikten, men de togs bort när flaggan moderniserades 1962. Den röda färgen är inspirerad av nationalblomman rhododendron och symboliserar också seger i strid. Flaggans blå bård står för fred.  Proportionen mellan höjd och bredd är 5:4.